# Петрара (Пезаро и Урбино)
Петрара је насеље у Италији у округу Пезаро и Урбино, региону Марке.
Према процени из 2011. у насељу је живело 130 становника. Насеље се налази на надморској висини од 440 м.